# Sharon (Dakota del Nord)
Sharon és una població dels Estats Units a l'estat de Dakota del Nord. Segons el cens del 2000 tenia 109 habitants.

## Demografia
Segons el cens del 2000, Sharon tenia 109 habitants, 57 habitatges, i 29 famílies. La densitat de població era de 27,3 hab./km².
Dels 57 habitatges en un 15,8% hi vivien nens de menys de 18 anys, en un 50,9% hi vivien parelles casades, en un 1,8% dones solteres, i en un 47,4% no eren unitats familiars. En el 45,6% dels habitatges hi vivien persones soles el 22,8% de les quals corresponia a persones de 65 anys o més que vivien soles. El nombre mitjà de persones vivint en cada habitatge era d'1,91 i el nombre mitjà de persones que vivien en cada família era de 2,7.
Per edats la població es repartia de la següent manera: un 16,5% tenia menys de 18 anys, un 5,5% entre 18 i 24, un 15,6% entre 25 i 44, un 33% de 45 a 60 i un 29,4% 65 anys o més.
L'edat mediana era de 51 anys. Per cada 100 dones de 18 o més anys hi havia 127,5 homes.
La renda mediana per habitatge era de 24.583 $ i la renda mediana per família de 43.125 $. Els homes tenien una renda mediana de 27.500 $ mentre que les dones 18.750 $. La renda per capita de la població era de 19.818 $. Cap de les famílies i el 7,4% de la població estaven per davall del llindar de pobresa.

## Poblacions més properes
El següent diagrama mostra les poblacions més properes.